# Фрейм (элемент интерфейса программ)
Рамка, или фрейм (англ. Frame), а также англ. group box (контейнер групп) — элемент (виджет) графического интерфейса пользователя, который является контейнером для других объектов. Очень схож с окном по своим свойствам, но отличается от него тем, что не может находиться внутри аналогичного контейнера. Разработчики программного обеспечения используют подобные виджеты для группировки компонентов в окне.
В HTML (где фрейм имеет также несколько иное значение - часть независимо прокручиваемой страницы), этот вид для удобной группировки окна называется FieldSet («набор полей»), он разделяет окно на несколько частей, в каждом контейнере отображается необходимая информация из разных источников информации. Это и есть главное достоинство фреймов, группирование — на одной странице может находиться объединённая информация с разных источников в сети.
В изображении слева, верхний фрейм — не имеет заголовка. Два следующих фрейма ниже имеют заголовок, а также, как и верхний фрейм, радиокнопки (переключатели) вне их, чтобы выбрать один или другой режим. Самый нижний фрейм имеет серый оттенок, то есть недоступен, поэтому ни один из его элементов не может быть выбран. Стоит обратить внимание на то, что каждый из фреймов, а также область за их пределами, имеет строгую проверку на переключение радиокнопок, поэтому только один из переключателей можно выбрать.